# Schönhausen (Mecklenburg)
Schönhausen település Németországban, Mecklenburg-Elő-Pomeránia tartományban. Lakosainak száma 211 fő (2023. december 31.).

## Népesség
A település népességének változása:
| Lakosok száma | 230  | 231  | 222  | 220  | 211  |
|               | 2017 | 2019 | 2021 | 2022 | 2023 |